# عرب (فیلم ۱۹۲۴)
«عرب» (انگلیسی: The Arab) فیلمی در ژانر درام است که در سال ۱۹۲۴ منتشر شد. از بازیگران آن می‌توان به رامون نووارو و آلیس تری اشاره کرد.